# Cap Cervera
El cap Cervera o cap Cerver és un cap situat en el municipi de Torrevella (Baix Segura), al País Valencià.
Es tracta d'un xicotet entrant terrestre que ocupa una superfície de gairebé 50 ha i que s'eleva escassos metres sobre el nivell del mar. La seua altura màxima és de 43 m. Sobre aquest cap es troba l'antiga torre de guaita coneguda com a Torre del Moro.